# 宽叶费菜
宽叶费菜（学名：Sedum aizoon var. latifolium）为景天科景天属下的一个变种。

## 扩展阅读
- 維基物種上的相關：宽叶费菜